# Campanula kiharae
Campanula kiharae är en klockväxtart som beskrevs av Siro Kitamura. Campanula kiharae ingår i släktet blåklockor, och familjen klockväxter.
Artens utbredningsområde är Afghanistan. Inga underarter finns listade i Catalogue of Life.